# 日曜天地Outlet
日曜天地Outlet（Sunshine Plaza Outlet）是一間位於台灣臺中市中區的市區型暢貨商場，為單店據點模式，於2008年5月開業。商場樓層為地下二層至地上二層，商場樓地板面積約為2,000坪，共有150個品牌進駐，業種以精品包袋、進口品牌及美式休閒為主，另有中式餐廳、火鍋店、星巴克咖啡等餐飲，2015年1月引進數個日系女裝品牌、2020年4月計有20間精品配件、服飾品牌改裝開幕。

## 周邊
- 自由路立體停車場
- 臺中公園

## 外部連結
- 日曜天地OUTLET （页面存档备份，存于）
- 日曜天地OUTLET的Facebook專頁
- 日曜天地OUTLET的Instagram帳戶